# لوئیس وارگاس پنا
لوئیس وارگاس پنا (انگلیسی: Luis Vargas Peña؛ ۱۹۰۵ – ۱۹۹۴) یک بازیکن فوتبال اهل پاراگوئه بود.